# Derelye
A derelye egy palóc eredetű[forrás?] hagyományos magyar étel. Gyakran szerepel a magyar népmesékben is, mint főétel. A szilvás gombóc egyik rokona. A derelyét szilvával és túróval egyaránt meg lehet tölteni, de ismert még a burgonyás vagy a kapros-túrós derelye is, sőt, a 17. századi török utazó, Evlija Cselebi Magyarországon járva említést tett vagdalt hússal töltött derelyéről is.

## Elkészítése
A tésztát nagyobb darabokra kell vágni, majd mindegyikre rátenni a tölteléket (túrót, szilvát stb.). Ezután a tésztát rá kell hajtani a töltelékre, majd a darabokat forró vízbe dobni.